# Catalaanse romaanse kerken van de Vall de Boí

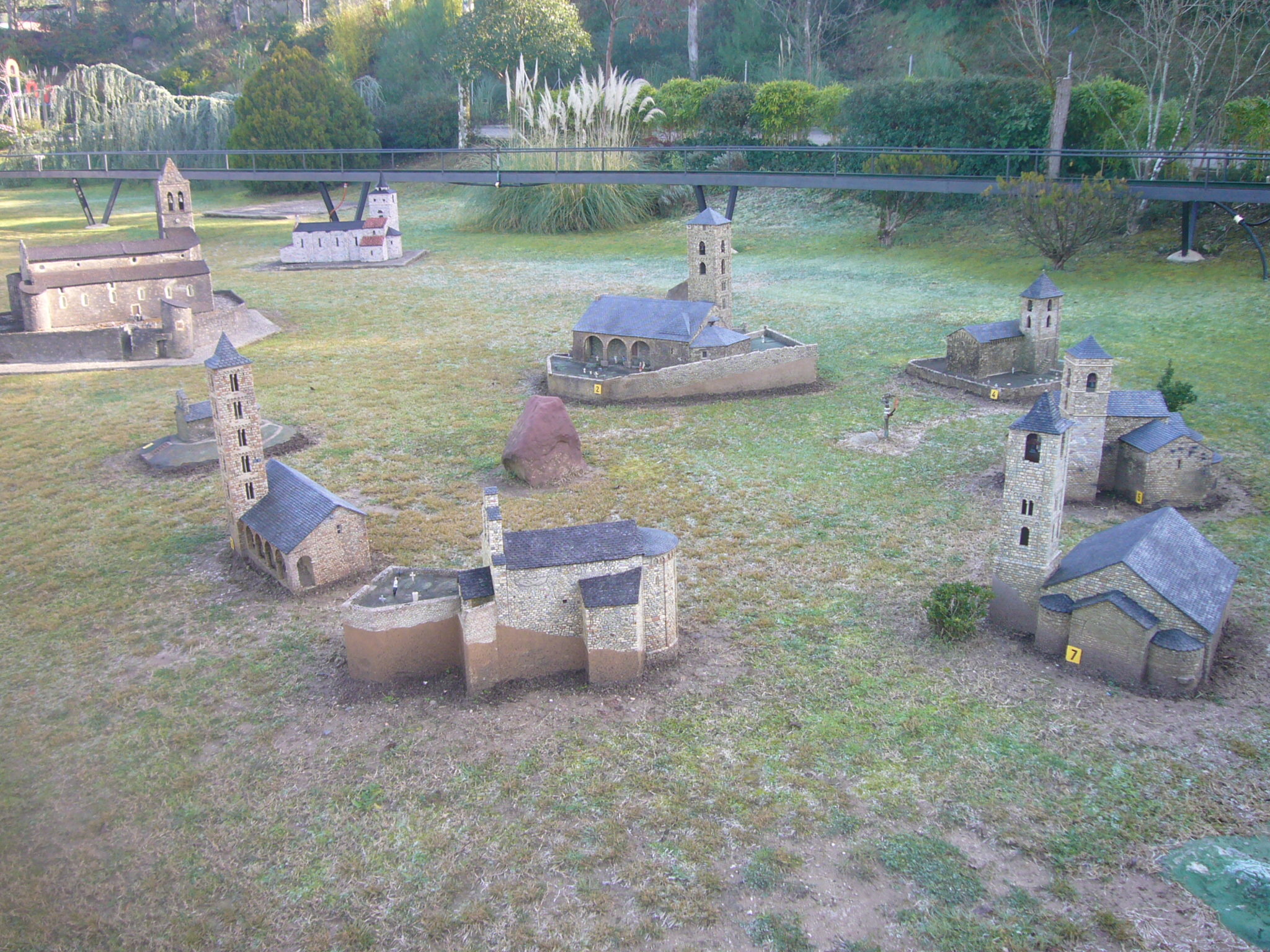
Miniaturen van de kerken, zoals tentoongesteld in het expositiepark Catalunya en Miniatura

De Catalaanse romaanse kerken van de Vall de Boí (Spaans: Esglésies romàniques de la Vall de Boí) is een culturele erfgoedsite bestaande uit negen vroeg-romaanse kerken in de gemeente La Vall de Boí in de provincie Lleida, Spanje.
| UNESCO ref. | Naam                          | Plaats        | Coördinaten                   |
| ----------- | ----------------------------- | ------------- | ----------------------------- |
| 988-001     | Sant Feliu de Barruera        | Barruera      | 42° 30′ 17″ NB, 0° 48′ 13″ OL |
| 988-002     | Sant Joan de Boí              | Boí           | 42° 31′ 42″ NB, 0° 50′ 1″ OL  |
| 988-003     | Santa Maria de Taüll          | Taüll         | 42° 31′ 1″ NB, 0° 51′ 3″ OL   |
| 988-004     | Sant Climent de Taüll         | Taüll         | 42° 30′ 60″ NB, 0° 50′ 59″ OL |
| 988-005     | Santa Maria de Cóll           | Cóll          | 42° 26′ 35″ NB, 0° 44′ 44″ OL |
| 988-006     | Santa Maria de Cardet         | Cardet        | 42° 29′ 4″ NB, 0° 46′ 36″ OL  |
| 988-007     | La Nativitat de Durro         | Durro         | 42° 30′ 10″ NB, 0° 49′ 19″ OL |
| 988-008     | Sant Quirc de Durro           | Durro         | 42° 30′ 9″ NB, 0° 49′ 25″ OL  |
| 988-009     | Santa Eulàlia d'Erill la Vall | Erill la Vall | 42° 31′ 50″ NB, 0° 49′ 56″ OL |

Deze kerken gelegen in de comarca Alta Ribagorça van de autonome regio Catalonië liggen alle negen in de smalle Vall de Boí vallei, in de hoge Pyreneeën en wordt omringd door steile bergen. Elk dorp in de vallei heeft een Romaanse kerk en is omgeven door een patroon van omheinde velden. Op de hogere hellingen liggen omvangrijke seizoensgebonden graslanden. De kerken van Vall de Boí weerspiegelen belangrijke ontwikkelingen in de Romaanse kunst en architectuur en getuigen van een diepgaande culturele uitwisseling in heel middeleeuws Europa, en in het bijzonder in het gebied van de Pyreneeën. De kerken gelden als bijzonder zuivere en consistente voorbeelden van Romaanse kunst in een vrijwel ongerepte landelijke omgeving. Om die redenen werden de kerken in 2000 tijdens de 24e sessie van de Commissie voor het Werelderfgoed erkend als cultureel werelderfgoed en toegevoegd aan de UNESCO werelderfgoedlijst.
Alhambra, Generalife en Albaicín, Granada ·
Kathedraal van Burgos ·
Historisch centrum van Córdoba ·
Klooster en plaats van het Escorial, Madrid ·
Werken van Gaudí ·
Grot van Altamira en de paleolithische grotkunst van Noord-Spanje ·
Monumenten van Oviedo en het koninkrijk Asturië ·
Oude stad Ávila met de Kerken-buiten-de-Muren ·
Oude stad Segovia en aquaduct ·
Santiago de Compostella (oude stad) ·
Nationaal park Garajonay ·
Historische stad Toledo ·
Mudéjararchitectuur van Aragón ·
Oude stad Cáceres ·
Kathedraal, Alcázar en Archivo General de Indias in Sevilla ·
Oude stad Salamanca ·
Klooster van Poblet ·
Archeologisch ensemble van Mérida ·
Pelgrimsroute naar Santiago de Compostella ·
Koninklijk klooster van Santa Maria de Guadalupe ·
Nationaal park Doñana ·
Historische ommuurde stad Cuenca ·
La Lonja de la Seda van Valencia ·
Las Médulas ·
Palau de la Música Catalana en Hospital de Sant Pau, Barcelona ·
Monte Perdido ·
Kloosters van San Millán Yuso en Suso ·
Prehistorische rotskunst in de Coa Vallei en de Siega Verde ·
Rotskunst van het Middellandse Zeebekken op het Iberisch Schiereiland ·
Universiteit en historische parochie van Alcalá de Henares ·
Ibiza, biodiversiteit en cultuur ·
San Cristóbal de La Laguna ·
Archeologisch ensemble van Tarraco ·
Archeologisch Atapuerca ·
Catalaanse romaanse kerken van de Vall de Boí ·
Palmeral van Elche ·
Romeinse muur van Lugo ·
Cultuurlandschap van Aranjuez ·
Monumentale renaissance-ensembles van Úbeda en Baeza ·
Vizcayabrug ·
Oude en voorhistorische beukenbossen van de Karpaten en andere regio's van Europa ·
Nationaal park El Teide ·
Herculestoren ·
Cultuurlandschap van de Serra de Tramuntana ·
Erfgoed van kwik. Almadén en Idrija ·
Dolmens van Antequera ·
Kalifaatstad Medina Azahara ·
Cultuurlandschap van de Risco Caído en de heilige bergen van Gran Canaria  ·
Paseo del Prado en Parque del Buen Retiro, een landschap van kunst en wetenschap